# Szulgi
Kang Seul-gi (hangul: 강슬기, RR: Szulgi; Kjonggi, 1994. február 10. –), ismertebb, mononim formában Szulgi dél-koreai énekes és rapper. 2014. augusztusban a Red Velvet tagjaként kezdte a pályafutását, mikor az SM Entertainment volt a kiadójuk.

## Filmográfia

### Variety shows
- 2017 - Idol Drama Operation Team[2]
- 2018 - Law of the Jungle in Mexico
- 2018 - Cool Kids[3]

### Klipek
- 2016 - Thejangi huje[4]